# Высотский, Виктор Александрович
Ви́ктор Алекса́ндрович Высо́тский (по некоторым данным Высоцкий, англ. Victor Alexander Vyssotsky; 26 февраля 1931 — 24 декабря 2012, Орлинс, Массачусетс) — американский математик и кибернетик. Он был техническим руководителем по созданию операционной системы Multics в Bell Labs, а позднее работал исполнительным директором по исследованиям в отделе информационных систем AT&T Bell Labs.

## Биография
Родился в семье русского астронома-эмигранта Александра Высоцкого и Эммы Высотской (в девичестве Вильямс), тоже астронома.
Служил во флоте США. Участвовал в корейской войне.
Виктор Высотский был одним из ведущих участников проекта по созданию операционной системы BESYS в компании Bell Labs. Целью создания BESYS было желание ускорить процесс загрузки и выполнения большого количества программ, хранимых на перфокартах. Операционная система BESYS, созданная усилиями компьютерного отдела компании, в какой-то мере послужила прототипом операционных систем с разделённым временем исполнения программ, однако эта операционная система создавалась для внутренних нужд компании, и никогда не позиционировалась ею как коммерческий продукт. В дальнейшем эта система переносилась ещё на несколько компьютеров в различных отделах Bell Labs, однако она никогда при этом не имела должной технической поддержки.
В 1960 году с Джоном Келли и Кэролом Лохбаумом создал «BLODI Block Diagr. Compiler».
Идеи, заложенные и реализованные в проекте BESYS, послужили дополнительным материалом для следующего проекта, в котором также участвовал Виктор Высотский, а именно — проекта Multics, проводившимся в компании Bell Labs в начале 60-х годов. Хотя Multics так никогда и не стал успешным продуктом, идеи, заложенные в него, были перенесены во многие другие операционные системы, в том числе и UNIX. Кен Томпсон — непосредственный создатель первой версии UNIX — также участвовал в проекте Multics и работал вместе с Виктором Высотским.
В начале 1960-х совместно с Робертом Моррисом старшим (Robert Morris Sr.) и Дугом Макилроем (Doug McIlroy) Виктор Высотский разработал компьютерную игру Darwin (позже известную как Core War) для компьютера IBM 7090. Идея игры заключалась в следующем: на игровом поле (в специально отведённой компьютерной памяти) сражались друг против друга несколько программ. Задача каждой программы-участницы заключалась в как можно быстром уничтожении программ-противниц, при этом каждой из программ-участниц разрешалось вносить строго определённые деструктивные изменения в код программы-противницы. Позже принципы работы и исходники этой игры послужили источником вдохновения для нескольких создателей различных компьютерных вирусов.
Проживал в городе Орлинс, Массачусетс, где и скончался 24 декабря 2012 года. Похоронен на Национальном кладбище города Боурн, Массачусетс.